# Plunkett Lake Press
Plunkett Lake Press é uma editora sediada nos Estados Unidos, especializada em livros digitais. Foi fundada por Patrick Mehr, ex-funcionário do Boston Consulting Group. Em agosto de 2024, possuía mais de 340 títulos.